# Президентство Гаррі Трумена

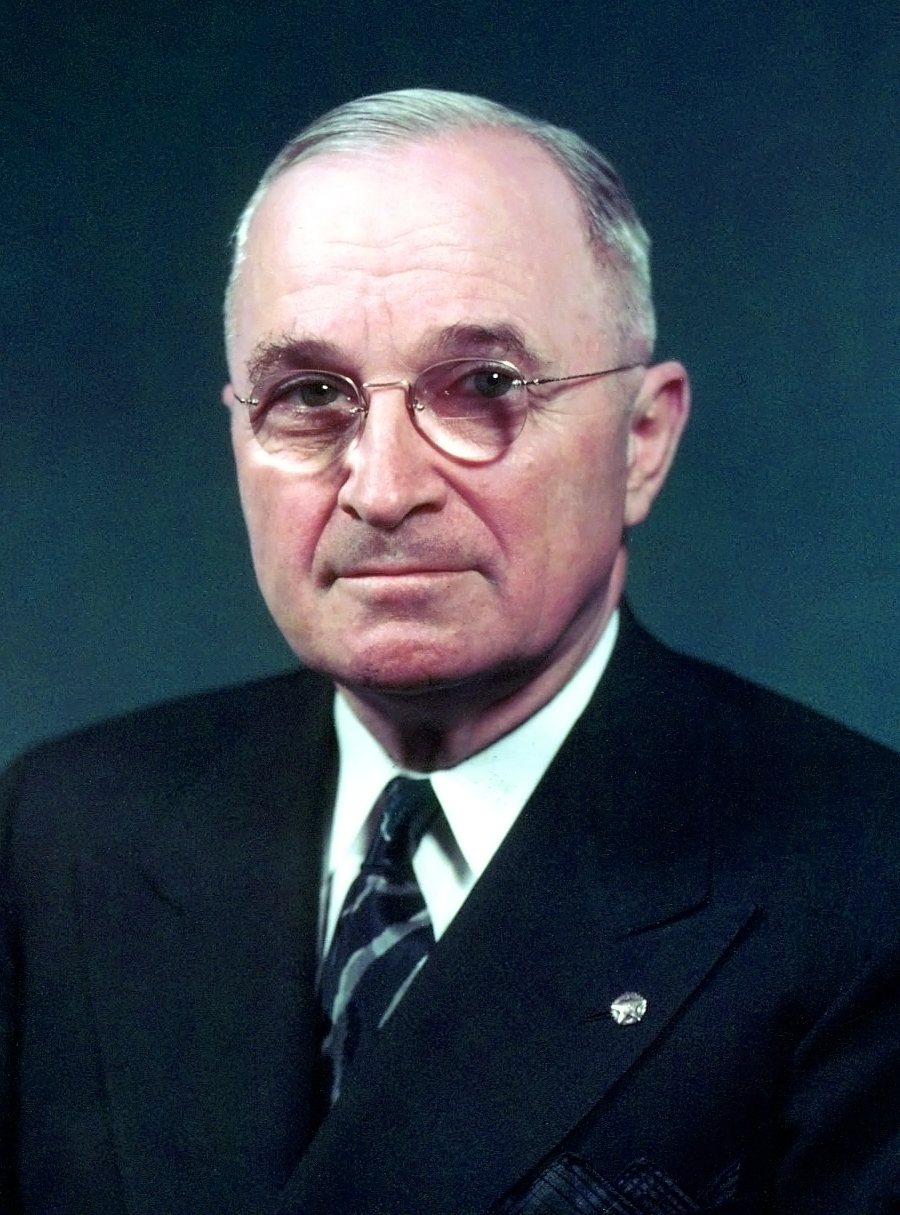
33 Президент США, Гаррі С. Трумен. (1945-1953)

Президентство Гаррі С. Трумена розпочалося 12 квітня 1945 року, коли Гаррі Трумен став президентом Сполучених Штатів після смерті Франкліна Д. Рузвельта, і закінчилося 20 січня 1953 року він був віце-президентом Сполучених Штатів лише 82 дні, коли він перейшов на посаду президента. Демократ з Міссурі, він балотувався і переміг на виборах 1948 року. Незважаючи на звільнення від щойно ратифікованої Двадцять другої поправки, Трумен не балотувався на виборах 1952 року і його змінив на посаді республіканець Дуайт Д. Ейзенхауер.
Президентство Трумена стало поворотним моментом у зовнішніх справах, оскільки США займалися міжнародною зовнішньою політикою та відмовились від ізоляціонізму. Під час свого першого року перебування на посаді Трумен схвалив ядерне бомбардування Хіросіми та Нагасакі, а згодом прийняв капітуляцію Японії, що ознаменувало кінець Другої світової війни. У період після Другої світової війни, він допоміг створити Організацію Об'єднаних Націй та інші післявоєнні установи. Відносини з Радянським Союзом занепали після 1945 року, і до 1947 року дві країни вступили в період геополітичної напруги, відомої як «холодна війна». У 1947 р. Трумен оприлюднив доктрину Трумена, яка закликала США запобігти поширенню комунізму за допомогою іноземної допомоги та інших засобів. Наступного року він переконав Конгрес схвалити план Маршалла, масивний пакет допомоги, покликаний відновити Західну Європу. У 1949 р. Трумен головував у створенні НАТО, альянсу західних країн, що протистояли Радянському Союзу.
Трумен проводив амбітний внутрішній порядок денний, відомий як «Справедливий курс», але більшість його головних ініціатив були заблоковані консервативною коаліцією республіканців та консервативними південними демократами. Республіканці взяли під контроль Конгрес на виборах 1946 року після хвилі страйків 1945–46 років, а Трумен зазнав ще однієї поразки від консервативної коаліції, коли 80-й Конгрес прийняв закон Тафта-Гартлі подолавши його вето. Незважаючи на ці невдачі, Трумен забезпечив продовження різноманітних програм «Нового Курсу» та прийняв кілька важливих політик, включаючи Закон про житло 1949 року. Він також зайняв рішучу позицію щодо громадянських прав, головуючи про інтеграцію військових. Під час його президентства побоювання радянського шпигунства призвели до Червоної загрози, Трумен засуджував тих, хто висунув необгрунтовані звинувачення в радянських симпатіях, але також звільнив лівих федеральних службовців, які відмовилися відкликати комунізм.
Коли комуністична Північна Корея в 1950 р. вторглась до Південної Кореї, Трумен послав американські війська, щоб запобігти падінню Південної Кореї. Однак після початкових успіхів війна перетворилася на тупикову ситуацію, яка тривала протягом останніх років президентства Трумена. Трумен залишив свою посаду як один з непопулярних президентів XX століття, а на виборах 1952 року Ейзенхауер успішно проводив кампанію проти того, що він звинувачував як невдачі Трумена: «Корея, комунізм і корупція». Тим не менше, Трумен зберіг міцну репутацію серед науковців, і його суспільна репутація відновилася в 1960-х роках. У опитуваннях істориків та політологів ранг Трумена, як правило, відноситься до числа десяти найкращих президентів.

## Введення на посаду
Будучи сенатором від штату Міссурі, Трумен піднявся на національну популярність як керівник Комітету Трумена, який досліджував марнотратні та неефективні практики виробництва у воєнні часи під час Другої світової війни. Поки тривала війна, президент Франклін Д. Рузвельт домагався переобрання на президентських виборах 1944 року. Рузвельт особисто віддав перевагу або віце-президенту Генрі А. Воллесу, або Джеймсу Ф. Бірнсу. Однак Воллес був непопулярним серед консерваторів Демократичної партії, тоді як Бірнс виступав проти лібералів та багатьох католиків. На прохання партійних лідерів Рузвельт погодився балотуватися з Труменом, прийнятним для всіх фракцій партії, і Трумен був висунутий на посаду віце-президента на Демократичній національній конвенції 1944 року.
Демократи зберегли контроль над Конгресом і президентством на виборах 1944 р., а Трумен вступив на посаду віце-президента в січні 1945 р. В ніч на 12 квітня 1945 р. Трумена терміново викликали до Білого дому, де його зустріла Елеонора Рузвельт, яка повідомила йому, що президент Рузвельт мертвий. Шокований, Трумен запитав місіс Рузвельт: «Чи я можу зробити для вас щось?», На що вона відповіла: «Чи є щось, що ми можемо зробити для вас? Бо ви зараз у біді». Трумен склав президентську присягу невдовзі, дізнавшись про смерть Рузвельта. Наступного дня після вступу на посаду Трумен говорив журналістам: «Хлопці, якщо ви коли-небудь молитесь, моліться за мене зараз. Я не знаю, чи мали ви коли-небудь таке навантаження на вас, але коли мені розповіли, що сталося вчора, Я відчував, як місяць, зірки і всі планети впали на мене».

## Адміністрація
Коли він вперше вступив на посаду, Трумен попросив усіх членів кабінету Рузвельта поки що залишитися на місцях, але до кінця 1946 року залишився лише один призначений Рузвельтом, секретар ВМС Джеймс Форрестоль. У липні 1945 р. Фреда М. Вінсона змінив на посаді міністра фінансів Генрі Моргентау-молодший, після того, як Трумен призначив Вінсона до Верховного суду, Джон Веслі Снайдер обіймав посаду міністра фінансів. Трумен також швидко замінив держсекретаря Едварда Стеттініус-молодшого Джеймсом Ф. Бірном, якого називали «помічником президента» при Рузвельті. Бірн втратив довіру Трумена після своєї примирної політики щодо Радянського Союзу наприкінці 1945 року, і його замінив колишній генерал Джордж Маршалл у січні 1947 р. разом із заступником державного секретаря Діном Ачесоном та групою радників, відомою як «Мудреці», Маршалл став одним з головних архітекторів післявоєнної зовнішньої політики.
У 1947 році Форрестоль став першим міністром оборони, що контролював всі гілки Збройних сил США. Хвороба відправила Форрестола у відставку в 1949 році, і його послідовно замінили Луї А. Джонсон, Маршалл і, нарешті, Роберт А. Лавтт. Ачесон змінив Маршалла на посаді держсекретаря в 1949 році і обіймав цю посаду до кінця терміну Трумена. Кілька призначених Труменом були давніми особистими друзями, дехто з яких був призначений на посади, що здавалися далеко поза їх компетенцією. Друзі Трумена, призначені на високу посаду, включали Вінсона, Снайдера та військового помічника Гаррі Г. Вона. Поза межами кабінету Кларк Кліффорд та Джон Р. Стейлман стали особливо важливими радниками.

### Віце-президентство
Посада віце-президента залишалася вакантною протягом першого (3 роки, 253 дні) часткового терміну Трумена, оскільки Конституція тоді не мала поправки щодо заповнення її до внутрішньострокового періоду до ратифікації 1967 року Двадцять П'ятої Поправки. До ухвалення Закону про правонаступництво Президента 1947 року Державний секретар був наступним за лінією наступності президента. Після прийняття акту в липні 1947 року спікером палати став наступним в черзі наступництва. У різні моменти першого терміну Трумена державний секретар Стеттіній, державний секретар Бірнс, державний секретар Маршалл, спікер Джозеф Мартін та спікер Сем Рейберн здобули би президентство, якби Трумен пішов з посади. Олбен Барклі був обраний віце-президентом Трумена на виборах 1948 року. Трумен включив його до засідань уряду.

## Судові призначення
Трумен призначив чотирьох суддів до Верховного суду США. Після відставки Оуена Робертса в 1945 році Трумен призначив республіканського сенатора Гарольда Хітца Бертона з Огайо до Верховного суду. Робертс був єдиним  у Верховному суді суддею, якого призначив не Рузвельт, або якого Рузвельт підвищив до статусу Голови Верховного суду. Трумен вважав, що важливо на місце, звільнене Робертсом, призначити республіканця. Голова Верховного суду США Гарлан Ф. Стоун помер у 1946 році, і Трумен призначив секретаря казначейства Фреда М. Вінсона наступником Стоуна. У Верховному суді утворилось дві вакансії в 1949 році внаслідок смерті суддів Френка Мьорфі та Вілі Блаун Ратліджа. Трумен призначив генпрокурора Тома К. Кларка замість Мьорфі та суддю федерального апеляційного суду Шермана Мінтона - замість Рутледжа. Вінсон перебував на посаді судді Верховного суду  лише сім років до своєї смерті в 1953 році, а Мінтон пішов у відставку з Верховного суду в 1956 році. Бертон був суддею Верховного суду до 1958 року, часто вступаючи до консервативного блоку, очолюваного Феліксом Франкфуртером. Кларк був суддею Верховного суду до 1967 року, будучи важливим хитним голосом суду Вінсона та суду Воррена. Крім призначень Верховного Суду, Трумен також призначив 27 суддів до апеляційних судів та 101 суддю у федеральні окружні суди.

## Кінець Другої світової війни

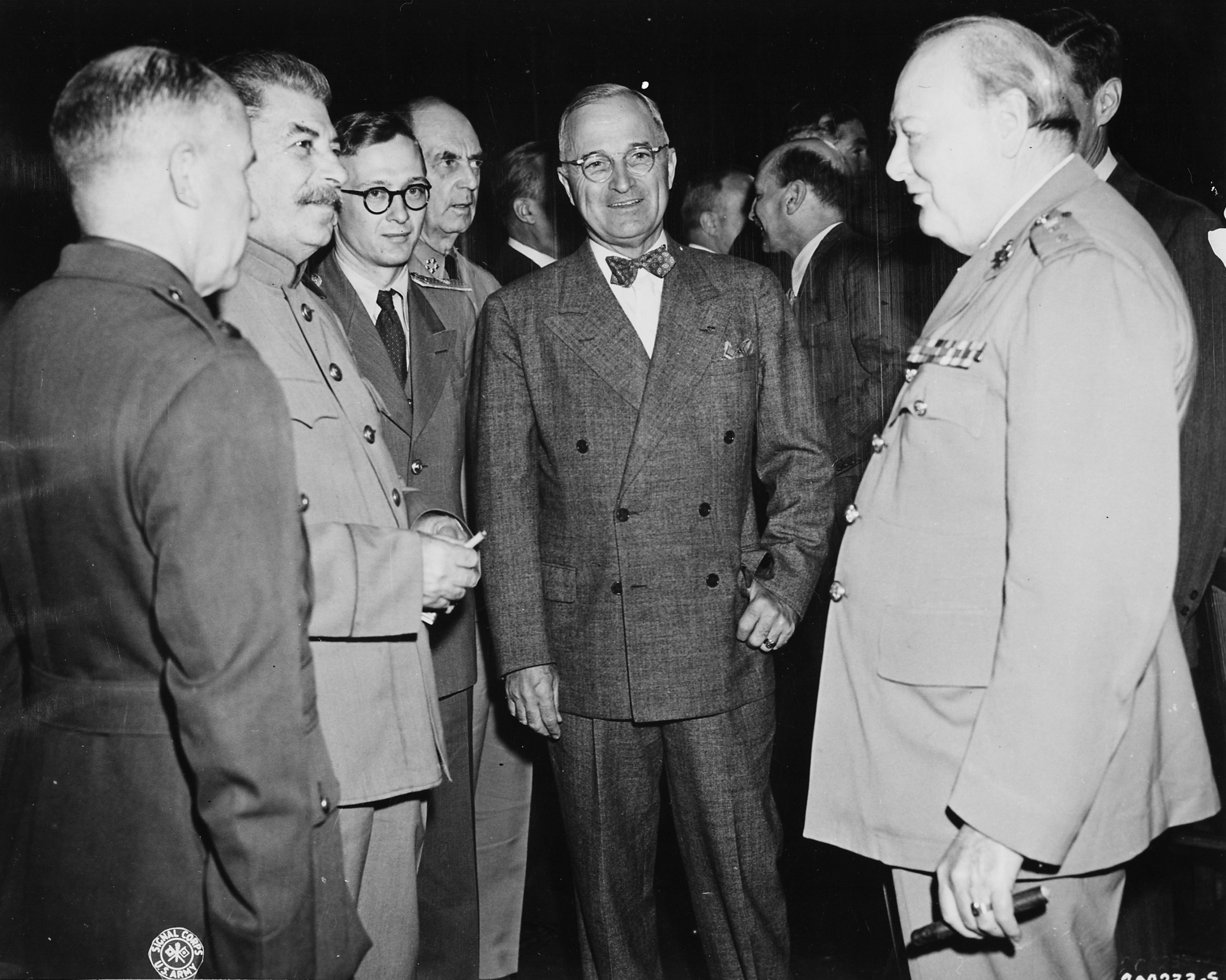
Йосиф Сталін, Гаррі С. Трумен та Вінстон Черчилль у Потсдамі, липень 1945 року.

До квітня 1945 р. союзницькі держави на чолі з США, Великою Британією та Радянським Союзом були близькими до перемоги над Німеччиною, але Японія залишалася грізним противником у Тихоокеанській війні. Будучи віце-президентом, Трумен був неінформований про основні ініціативи, пов'язані з війною, включаючи таємний Мангеттенський проєкт, який збирався випробувати першу в світі атомну бомбу. Хоча Трумену вдень 12 квітня було коротко сказано, що у союзників є нова, дуже руйнівна зброя, військовий секретар Генрі Стімсон не пізніше 25 квітня розповів йому подробиці атомної бомби, яка була майже готова. Німеччина здалася 8 травня 1945 року, припинивши війну в Європі. Увага Трумена звернулася до Тихого океану, де він сподівався закінчити війну якнайшвидше та з якомога меншими втратами життів та державних коштів.

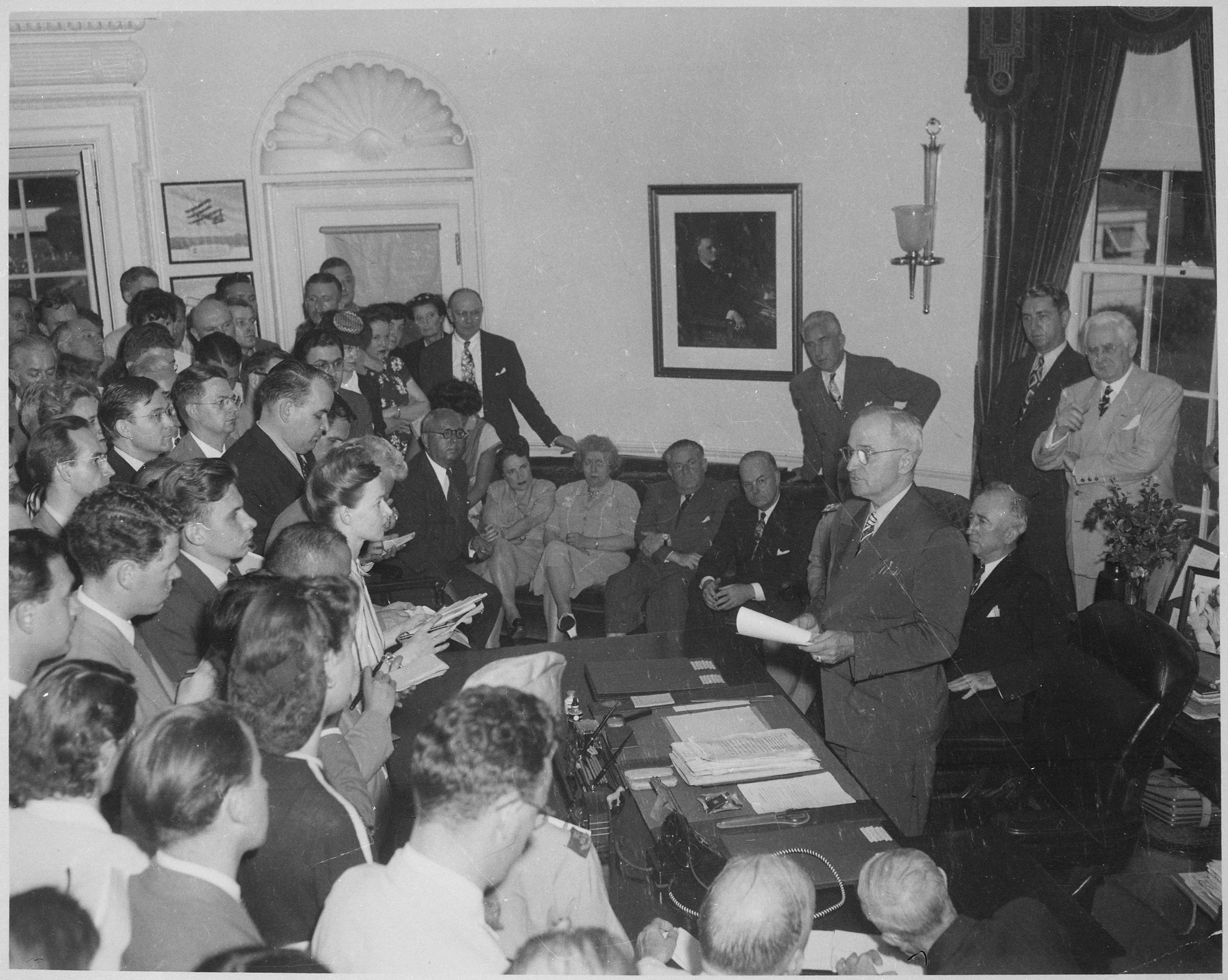
Трумен оголошує про капітуляцію Японії. Вашингтон, округ Колумбія, 14 серпня 1945 року.

З наближенням кінця війни Трумен вилетів до Берліну на Потсдамську конференцію, щоб зустрітися з радянським лідером Йосифом Сталіним та британським лідером Вінстоном Черчиллем щодо повоєнного наказу. На Потсдамській конференції було ухвалено кілька основних рішень: Німеччина буде розділена на чотири окупаційні зони (серед трьох держав та Франції), кордон Німеччини повинен бути зміщений на захід до лінії Одер-Нейссе, група, яка підтримується Радянським Союзом, була визнана легітимним урядом Польщі та В'єтнаму та повинна бути розподіленою на 16-й паралелі. Радянський Союз також погодився розпочати вторгнення японської Маньчжурії. Перебуваючи на Потсдамській конференції, Трумена повідомили, що випробування першої атомної бомби 16 липня було успішним. Він натякнув Сталіну, що США збираються застосувати новий вид зброї проти японців. Хоча Радянському Союзу вперше було офіційно надано інформацію про атомну бомбу, Сталін уже знав про проєкт бомби, дізнавшись про це за допомогою шпигунства задовго до того, як це зробив Трумен.
У серпні 1945 р. Уряд Японії проігнорував вимоги про капітуляцію, як зазначено в Потсдамській декларації. За підтримки більшості своїх помічників Трумен схвалив графік планів військових скинути атомні бомби на японські міста Хіросіму та Нагасакі. Бомбардування Хіросімі відбулося 6 серпня, а Нагасакі через три дні, залишивши приблизно 135 000 загиблих, ще 130 000 померли від променевої хвороби та інших захворювань, пов'язаних з бомбами, у наступні п'ять років. Японія погодилася капітулювати 10 серпня, за єдиної умови, що імператор Хірохіто не змушений був би зректися влади; після деяких внутрішніх дебатів адміністрація Трумена прийняла ці умови капітуляції.
Рішення кинути атомні бомби на Хіросіму та Нагасакі спровокувало тривалі дебати. Прихильники вибухів стверджують, що враховуючи наполегливу японську оборону оточуючих островів, вибухи врятували сотні тисяч життів, які були б втрачені, вторгшись у материкову Японію. Після відходу з посади Трумен сказав журналісту, що атомне бомбардування «було зроблено для того, щоб врятувати 125 000 молодих людей з американської сторони і 125 000 з японської від загибелі, і саме це було зроблено. Це, ймовірно, також врятувало півмільйона молодих людей з обох боків від того, щоб бути покаліченими на все життя». Трумена також мотивувало бажання припинити війну до того, як Радянський Союз зміг би вторгнутись у території Японії та створити там комуністичні уряди. Критики стверджують, що використання ядерної зброї було непотрібним, враховуючи, що звичайні тактики, такі як бомбардування і блокада, могли викликати капітуляцію Японії без необхідності в такій зброї.

## Зовнішні справи

### ООН
Коли Трумен вступив на посаду, кілька міжнародних організацій, які були покликані допомогти запобігти майбутнім війнам та міжнародним економічним кризам, були в процесі створення. Головою серед цих організацій була Організація Об'єднаних Націй, міжурядова організація, подібна до Ліги Націй, яка була покликана допомогти забезпечити міжнародне співробітництво. Коли Трумен вступив на посаду, делегати збиралися зустрітися на Конференції ООН з питань міжнародної організації в Сан-Франциско. Як вільсонський інтернаціоналіст, Трумен рішуче підтримував створення Організації Об'єднаних Націй, і він підписав Статут ООН на конференції в Сан-Франциско. Трумен не повторював партизанської спроби Вудро Вільсона ратифікувати Версальський договір 1919 року, натомість тісно співпрацював з сенатором Артуром Ванденбергом та іншими республіканськими лідерами для забезпечення ратифікації. Співпраця з Ванденбергом, провідною фігурою Комітету з питань зовнішніх зв'язків Сенату, мала вирішальне значення для зовнішньої політики Трумена, особливо після того, як республіканці отримали контроль над Конгресом на виборах 1946 року. Будівництво штаб-квартири Організації Об'єднаних Націй у Нью-Йорку фінансувалося Фондом Рокфеллера та було завершено у 1952 році.

### Початок холодної війни, 1945–1949 рр.

#### Ескалація напруженості, 1945–1946 рр.

Після Другої світової війни США, Франція, Британія та Радянський Союз взяли під контроль окупаційні зони в Німеччині та Німецькій столиці Берліні.

Друга світова війна різко припинила міжнародну систему, оскільки колишні потужні країни, такі як Німеччина, Франція, Японія та навіть Британія, були спустошені. Наприкінці війни лише Сполучені Штати та Радянський Союз мали можливість здійснювати вплив, а двополярна міжнародна структура влади замінила багатополярну структуру міжвоєнного періоду. Вступаючи на посаду, Трумен приватно розглядав Радянський Союз як «уряд чистий і простий», але спочатку він неохоче йшов на жорстку лінію до Радянського Союзу, оскільки він сподівався працювати з Союзом згодом. Підозри Трумена поглибилися, коли Союз закріпив свій контроль у Східній Європі протягом 1945 року та оголосив про це в лютому 1946 р. Радянський п'ятирічний план ще більше напружив відносини, оскільки він закликав до продовження нарощування радянських військових. На Московській конференції у грудні 1945 р. Державний секретар Бірнс погодився визнати прорадянські уряди на Балканах, тоді як радянське керівництво прийняло керівництво США в окупації Японії. Концесії США на конференції розлютили інших членів адміністрації Трумена, включаючи самого Трумена. На початку 1946 року Трумену стало зрозуміло, що Британія та США матимуть невеликий вплив у Східній Європі, де панує Радянський союз.
Колишній віце-президент Генрі Воллес, колишня перша леді Елеонора Рузвельт та багато інших видатних американців продовжували сподіватися на співпрацю з Радянським Союзом. Деякі ліберали, як, наприклад, Рейнголь Нібухр, недовіряли Радянському Союзу, але вважали, що США не повинні намагатися протидіяти радянському впливу у Східній Європі, що Радянський Союз вважав своїм «стратегічним поясом безпеки». Частково через такі настрої Трумен неохоче повністю розірвався з Радянським Союзом на початку 1946 року  але він протягом року брав все більш жорстку лінію до Радянського Союзу. Він особисто схвалив «Залізну завісу».
Протягом 1946 року між США та Радянським Союзом виникала напруженість у таких місцях, як Іран, який Союз окупував під час Другої світової війни. Тиск з боку США та ООН остаточно змусив відкликати радянських солдатів. Туреччина також постала як суперечка, оскільки Радянський Союз вимагав спільного контролю над Дарданелами та Босфором, ключовими протоками, які контролювали рух між Чорним та Середземним морем. США наполегливо виступали проти запропонованої зміни Конвенції Монтре 1936 року, який надав Туреччині єдиний контроль над протокою, і Трумен вислав флот до Східного Середземномор'я, щоб показати прихильність своєї адміністрації до регіону. Радянський Союз та Сполучені Штати також зіткнулися з Німеччиною, яка була розділена на чотири окупаційні зони. У промові Штутгарта у вересні 1946 року державний секретар Бірнес заявив, що США більше не будуть шукати репарацій від Німеччини та підтримуватимуть створення демократичної держави. США, Франція та Британія погодилися об'єднати свої окупаційні зони, врешті-решт утворивши Західну Німеччину. У Східній Азії Трумен відмовив радянському проханню возз'єднати Корею, і відмовився дозволити Союзу роль у повоєнній окупації Японії.
До вересня 1946 р. Трумен був переконаний, що Радянський Союз прагне світового панування і співпраця марна. Він прийняв політику стримування, засновану в 1946 року дипломатом Джорджем Ф. Кеннаном. Утримання, політика запобігання подальшому розширенню радянського впливу, являла собою середнє положення між дружньою розрядкою (як її представляє Воллес) та агресивним відкотом, щоб повернути територію, вже втрачену комунізму, як це було прийнято в 1981 р. Рональдом Рейганом. Вчення Кеннана ґрунтувалося на уявленні, що Радянський Союз керував безкомпромісним тоталітарним режимом, і що Рада в основному відповідала за ескалацію напруженості. Воллес, який був призначений секретарем торгівлі після виборів 1944 року, пішов у відставку з кабінету у вересні 1946 року через посилення позиції Трумена до Радянського Союзу.

#### Доктрина Трумена
На першому головному кроці у здійсненні стримування Трумен надав позики Греції та Туреччині для запобігання поширенню урядів, що узгоджуються з радянськими структурами. До 1947 року США значною мірою ігнорували Грецію, яка мала антикомуністичний уряд, оскільки вона перебувала під впливом Британії. Починаючи з 1944 року, англійці допомагали грецькому уряду проти лівого повстання, але на початку 1947 року англійці повідомили США, що вони більше не можуть дозволити собі втручатися в Грецію. На заклик Ачесона, який попередив, що падіння Греції може призвести до розширення радянського впливу по всій Європі, Трумен попросив Конгрес надати безпрецедентний пакет допомоги на суму 400 мільйонів доларів Греції та Туреччині. У виступі у березні 1947 р. Перед спільною сесією Конгресу Трумен сформулював доктрину Трумена, якою закликав США підтримати «вільних людей, які чинять опір спробам підкорення збройними меншинами або тиском ззовні». Подолавши тих, хто виступав проти участі США у грецьких справах, а також тих, хто побоювався, що допомога послабить післявоєнне співробітництво, Трумен отримав схвалення пакету допомоги двостороннім. Голосування в Конгресі було постійним розривом з невтручанням, який характеризував зовнішню політику США до Другої світової війни.
Сполучені Штати стали тісно втягнуті у громадянську війну Греції, яка закінчилася поразкою повстанців у 1949 р. Сталін та югославський лідер Йосип Броз Тіто надали допомогу повстанцям, але суперечка про допомогу призвела до початку розколу. в комуністичному блоці. Американська військова та економічна допомога Туреччині також виявилася ефективною, і Туреччина уникала громадянської війни. Адміністрація Трумена також надала допомогу уряду Італії напередодні загальних виборів 1948 року. Пакет допомоги в поєднанні з прихованою операцією ЦРУ, антикомуністичною мобілізацією з боку Католицької Церкви та тиск видатних італійсько-американців допомогли забезпечити поразку комуністів на виборах. Ініціативи доктрини Трумена посилили післявоєнний поділ між США та Радянським Союзом, а Радянський Союз відповів посиленням свого контролю над Східною Європою. Країни, прирівняні до Радянського Союзу, стали називати Східним Блоком, тоді як США та його союзники стали називатися Західним Блоком.

#### План Маршалла

Витрати плану Маршалла по країні

Сполучені Штати припинили програму Lend-Lease у воєнний час у серпні 1945 р., збивши сподівання тих, хто сподівався, що це продовжиться як програма післявоєнної допомоги, однак США направили величезні поставки продовольства до Європи у наступні роки закінчення війни. Незважаючи на цю американську допомогу, значна частина Європи продовжувала страждати від нестачі продуктів харчування та палива до 1947 року. Як висловився Черчілль, Європа була «кучею сміття, будиночком коней, породним середовищем для моровиці та ненависті». Американські лідери побоювалися, що погані економічні умови можуть призвести до підйому комунізму в таких державах, як Франція та Італія. З метою запобігання поширенню комунізму та розширенню торгівлі між США та Європою адміністрація Трумена розробила план Маршалла, який прагнув омолодити спустошені економіки Західної Європи. Для фінансування плану Маршалла Трумен попросив Конгрес затвердити безпрецедентне багаторічне асигнування на суму 25 мільярдів доларів.
Конгрес під контролем консервативних республіканців погодився фінансувати програму з кількох причин. Консервативне ізоляціоністське крило Республіканської партії на чолі з сенатором Кеннетом С. Веррі стверджувало, що план Маршалла буде «марною операцією щурячої діри». Веррі вважав, що не має сенсу протистояти комунізму, підтримуючи соціалістичні уряди в Західній Європі, і що американські товари дотягнуться до Росії та збільшать її військовий потенціал. Веррі був перетворений міжнародним крилом, що виникає в Республіканській партії, на чолі з сенатором Артуром Ванденбергом. За підтримки республіканського сенатора Генрі Кабот Лоджа, Ванденберг визнав, що немає впевненості в тому, що плану вдасться досягти успіху, але заявив, що він зупинить економічний хаос, підтримає західну цивілізацію та зупинить подальшу радянську експансію. Обидві палати Конгресу схвалили початкові асигнування, відомі як Закон про зовнішню допомогу, великою більшістю, і Трумен підписав закон у квітні 1948 р. Конгрес, зрештою, виділив 12,4 млрд доларів допомоги протягом чотирьох років плану.
Окрім допомоги, План Маршалла також зосередився на ефективності в рамках американської промисловості та усуненні тарифів та торгових бар'єрів. Хоча Сполучені Штати дозволили кожному одержувачу розробити свій власний план допомоги, вони встановили кілька правил та рекомендацій щодо використання фінансування. Уряди повинні були виключити комуністів, соціалістична політика була відсторонена, а збалансованому бюджету надано перевагу. Крім того, США зумовили допомогу французам та британцям щодо прийняття ними реіндустріалізації Німеччини та підтримки європейської інтеграції. Щоб уникнути посилення напруженості, США запропонували Радянському Союзу стати реципієнтом програми, але встановили умови, які Сталін, швидше за все, відхилить. Радянський Союз відмовився розглядати питання про приєднання до програми та наклав вето на участь власних супутників. Союз створив власну програму допомоги, план Молотова, а конкуруючі плани призвели до скорочення торгівлі між Східним і Західним блоком.
План Маршалла допоміг європейським економікам відновитись наприкінці 40-х-початку 50-х років. До 1952 року виробнича продуктивність зросла на 35 відсотків порівняно з рівнем 1938 року. План Маршалла також надав критичне психологічне заспокоєння багатьом європейцям, повертаючи оптимізм на розірваний війною континент. Хоча європейські країни не прийняли американські економічні структури та ідеї в тій мірі, на яку сподіваються деякі американці, вони залишаються міцно укоріненими в змішаних економічних системах. Процес євроінтеграції призвів до створення Європейської економічної спільноти, яке в підсумку стало основою Європейського Союзу.

#### Берлінський авіаліфт
У відповідь на західні кроки, спрямовані на реіндустріалізацію своїх німецьких окупаційних зон, Сталін наказав блокувати сектори Берліна, що утримуються Заходом, що знаходилось глибоко в радянській зоні окупації. Сталін сподівався запобігти створенню західнонімецької держави, прирівняної до США, або, якщо цього не вдалося, закріпити контроль над східною Німеччиною. Після блокади, яка розпочалася 24 червня 1948 року, командувач американської окупаційної зони в Німеччині генерал Луцій Д. Клей запропонував відправити велику бронетанкову колону через Радянську зону до Західного Берліна з вказівками захищатись, якби це було зупинили чи напали. Трумен вважав, що це спричинить за собою неприйнятний ризик війни, і натомість затвердив Ернеста Бевіна план постачати заблоковані міста повітрям. 25 червня союзники ініціювали Берлінський авіаліфт, кампанію, в якій масово використовували військові літаки, наприклад, вугілля. Нічого подібного до цього ніколи не намагалися, і жодна нація не мала можливості, ні логістично, ні матеріально, досягти цього. Авіаліфт спрацював, і доступ до наземної ділянки знову був наданий 11 травня 1949 року. Берлінський авіаліфт був одним із великих успіхів зовнішньої політики Трумена, і це суттєво допомогло його виборчій кампанії в 1948 році.

#### НАТО

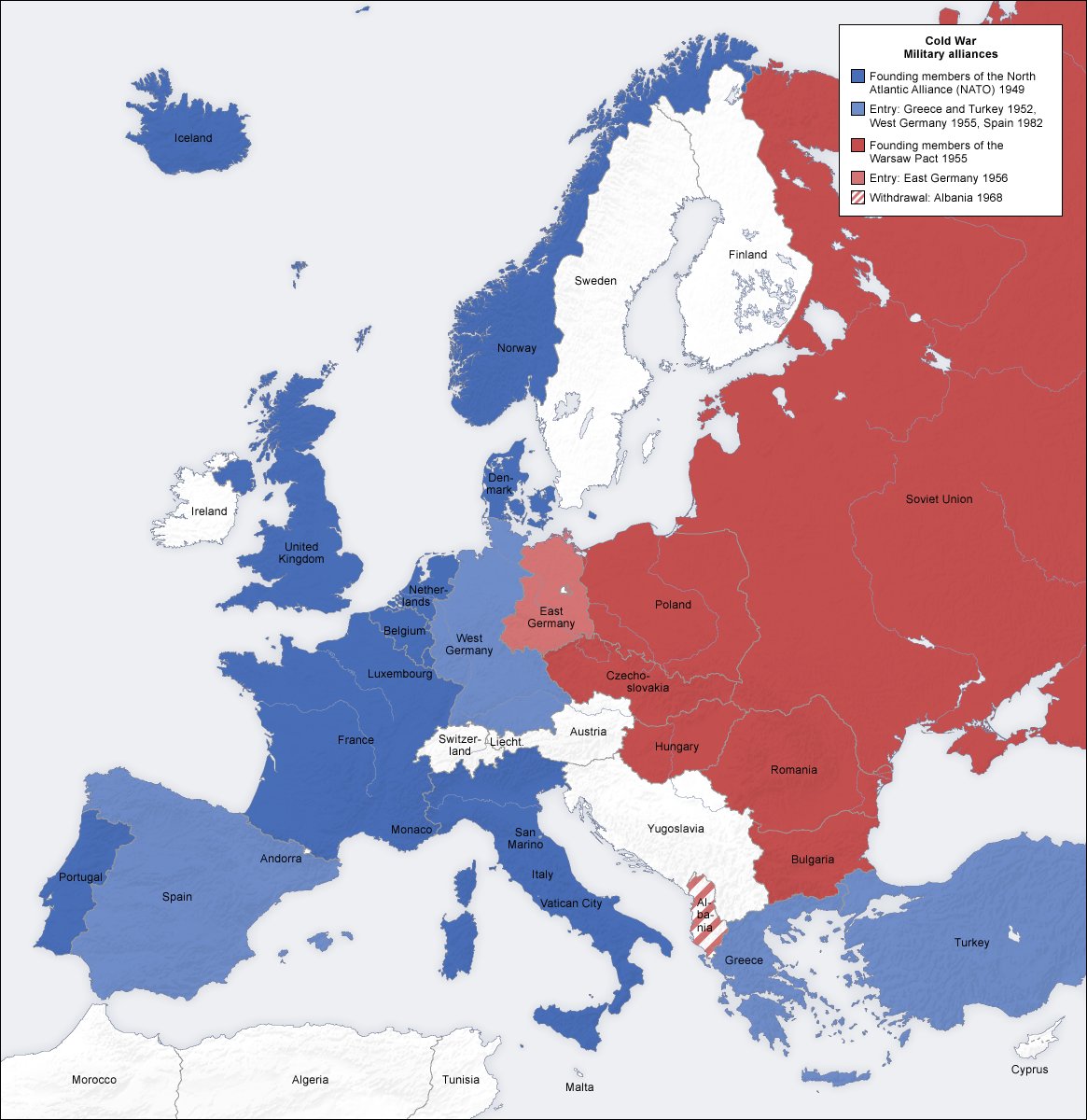
Карта НАТО та Варшавського договору (створена в 1955 р.). Початкові члени НАТО затінені темно-синім кольором.

Підвищення напруженості з Радянськими Радами, поряд із радянським вето численних резолюцій ООН переконали Трумена, сенатора Ванденберга та інших американських лідерів у необхідності створення оборонного альянсу, присвяченого колективній безпеці. У 1949 р. США, Канада та кілька європейських країн підписали Північноатлантичний договір, створивши трансатлантичний військовий союз і зобов'язавши США до свого першого постійного союзу з 1778 р. Договору про союз з Францією. Договір про створення НАТО отримав широку популярність і легко прийняв Сенат у 1949 р. Завданнями НАТО було стримувати радянську експансію в Європі та надіслати чітке повідомлення комуністичним лідерам про те, що світові демократії готові і здатні будувати нові структури безпеки на підтримку демократичних ідеали. Договір також запевнив Францію, що Сполучені Штати підуть на захист, проклавши шлях для продовження французької співпраці у справі відновлення незалежної німецької держави. Оригінальними підписантами договору були США, Велика Британія, Франція, Італія, Нідерланди, Бельгія, Люксембург, Норвегія, Данія, Португалія, Ісландія та Канада. Незабаром після створення НАТО Трумен переконав Конгрес прийняти Закон про взаємну допомогу обороні, яка створила програму військової допомоги європейським союзникам.
Напруження в холодній війні посилилося після придбання радянської ядерної зброї та початку війни в Кореї. США посилили свою прихильність до НАТО, запропонували Греції та Туреччині приєднатися до альянсу та розпочали другу велику програму зовнішньої допомоги з прийняттям Закону про взаємну безпеку. Трумен постійно розміщував 180 000 в Європі, а європейські витрати на оборону зросли з 5 відсотків до 12 відсотків валового національного продукту. НАТО створила єдину командну структуру, і Трумен призначив генерала Дуайта Д. Ейзенхауера першим верховним командувачем НАТО. Західна Німеччина, яка потрапила під егіду НАТО, врешті-решт буде включена до НАТО в 1955 році.

### Корейська війна

#### Спалах війни

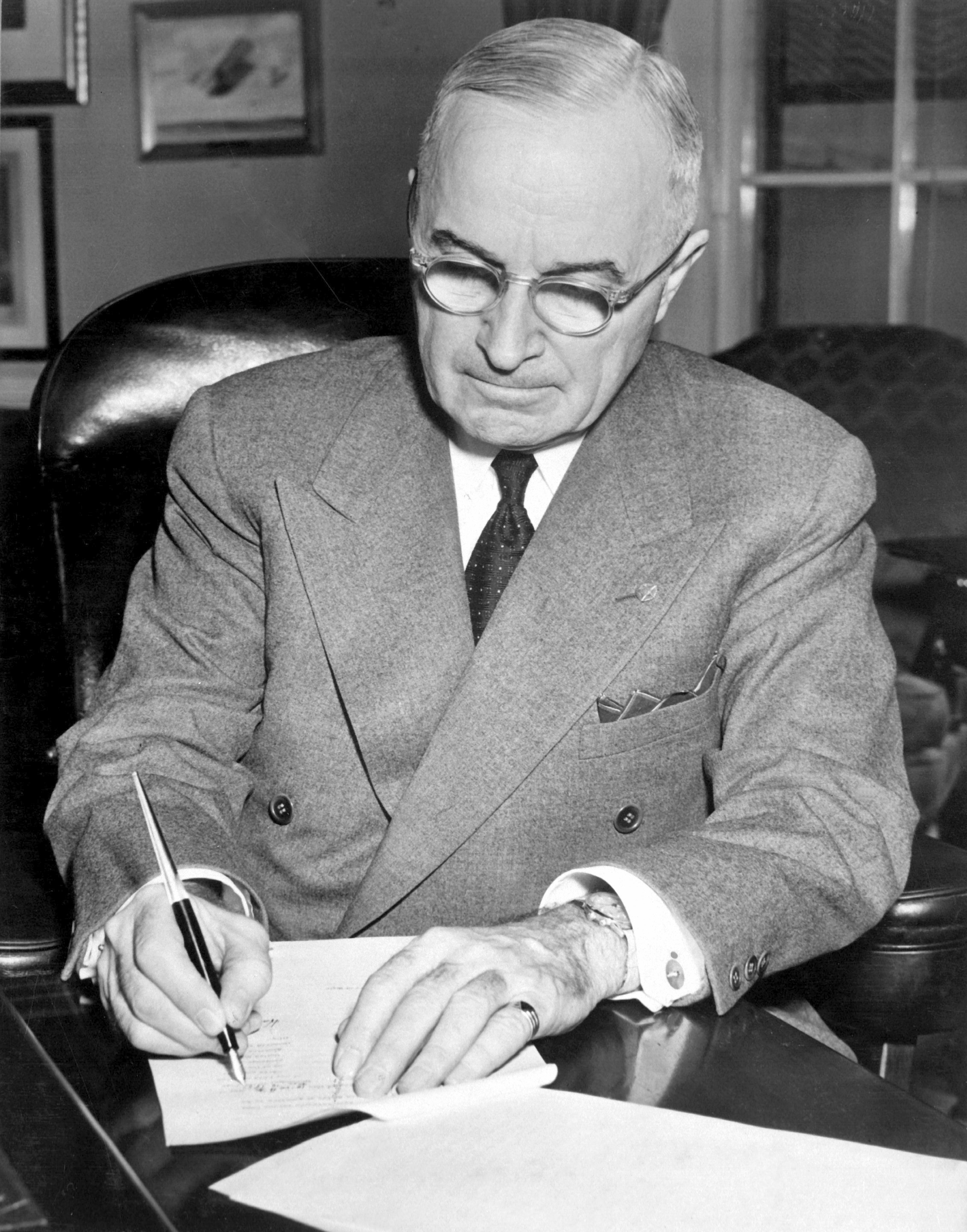
Президент Трумен підписав проголошення про визнання національної надзвичайної ситуації та санкціонування вступу США до війни в Кореї.

Після Другої світової війни США та Радянський Союз окупували Корею, яка була колонією Японської імперії. 38-а паралель була обрана як лінія розподілу окупаційних держав, оскільки вона знаходилася приблизно на півдорозі між найпівнічнішими та південнішими районами Кореї, і завжди мала на меті відзначити тимчасове розмежування перед можливим возз'єднанням Кореї. Тим не менш, Радянський Союз створив Корейську Народно-Демократичну Республіку (Північна Корея) у 1948 році, тоді як Сполучені Штати створили Республіку Корея (Південна Корея) того ж року. Сподіваючись уникнути довготривалих військових зобов'язань у регіоні, Трумен вивів американських солдатів з Корейського півострова в 1949 р. Радянський Союз також вивів своїх солдатів з Кореї в 1949 році, але продовжував постачати в Північну Корею військову допомогу.
25 червня 1950 року Кім Ір Сена Корейська народна армія вторглася в Південну Корею, почавши війну в Кореї. У перші тижні війни північнокорейці легко відштовхували своїх південних колег. Радянський Союз не брав безпосередньої участі, хоча Кім завоював схвалення Сталіна перед початком вторгнення. Тим часом Трумен не розглядав саму Корею як життєво важливий регіон в холодній війні, але він вважав, що дозволити падінню країни, що виходить за кордон, пом'якшить комуністів у всьому світі і завдасть шкоди його власного стоянню вдома. На найвищих посадовців адміністрації Трумена сильно вплинуло бажання не повторювати «умиротворення» 1930-х років Труман заявив помічнику: «немає нічого сказати, що вони зроблять, якщо ми зараз не будемо боротися». Трумен звернувся до Організації Об'єднаних Націй, щоб засудити вторгнення. Радянський Союз бойкотував Раду Безпеки ООН через відмову ООН визнати Китайську Народну Республіку, Трумен отримав схвалення Резолюції 84. Резолюція заперечує дії Північної Кореї та надає можливість іншим країнам захищати Південну Корею.
28 червня північнокорейські сили досягли успіху, захопивши місто Сеул, побоюючись падіння всього півострова, генерал Дуглас Макартур, командувач військами США в Азії, отримав схвалення Трумена висадити американські війська на півострів. Замість того, щоб просити Конгрес оголосити війну, Трумен стверджував, що Резолюція ООН надає президентству конституційну владу розміщувати солдатів як «поліцейські дії» під егідою ООН. Втручання в Кореї на той час було широко популярне в США, і прохання Трумена в липні 1950 року на 10 мільярдів доларів було схвалено майже одноголосно. До серпня 1950 р. американські війська, що вливалися в Південну Корею, разом з американськими авіаударами стабілізували фронт по периметру Пусана. Відповідаючи на критику з приводу нерозбірливості, Трумен звільнив міністра оборони Луї Джонсона і замінив його Джорджем Маршаллом. Зі схвалення ООН Трумен ухвалив рішення про «відкат» політики — завоювання Північної Кореї. Сили ООН розпочали контратаку, забивши приголомшливу несподівану перемогу амфібійним десантом у битві при Інчхоні, яка захопила більшість окупантів. Сили ООН рушили на північ, до кордону річки Ялу з Китаєм, з метою возз'єднання Кореї під егідою ООН.

### Міжнародні поїздки
Трумен здійснив п'ять міжнародних поїздок під час свого президентства. Його єдиною трансатлантичною поїздкою було участь у Потсдамській конференції 1945 року з британськими прем'єр-міністрам Черчиллем та Етлі та Генеральним Секретарем ЦК КПРС Сталіним. Він також відвідав сусідні Бермуди, Канаду та Мексику, а також Бразилію в Південній Америці. Трумен покинув континентальну частину Сполучених Штатів лише два рази (до Пуерто-Рико, Віргінські острови, військово-морська база затоки Гуантанамо, Куба, 20 лютого-5 березня 1948 р. Та до острова Уейк, 11–18 жовтня 1950 р.) за вісім років на посаді.
| № | Дата                          | Країна          | Місце          | Деталі |
| - | ----------------------------- | --------------- | -------------- | --- |
| 1 | 16 липня — 2 серпня 1945 року | Німеччина       | Потсдам        | Відвідав Потсдамську конференцію з британськими прем'єр-міністрами Вінстоном Черчиллем та Кліментом Етлі та радянським диктатором Йосифом Сталіним. |
| 1 | 2 серпня 1945 року            | Велика Британія | Плімут         | Неформальна зустріч з королем Георгом VI. |
| 2 | 23–30 серпня 1946 року        | Бермуди         | Гамільтон      | Неформальний візит. Зустрівся з генерал-губернатором Ральфом Літом і оглянув військові об'єкти США.                                                 |
| 3 | 3–6 березня 1947 року         | Мексика         | Мексика, ДФ    | Державний візит. Зустрівся з президентом Мігелем Алеманом Валдесом.                                                                                 |
| 4 | 10–12 червня 1947 року        | Канада          | Оттава         | Офіційний візит. Зустрівся з генерал-губернатором Гарольдом Олександром та прем'єр-міністром Маккензі Кінг та звернувся до парламенту.              |
| 5 | 1–7 вересня 1947 року         | Бразилія        | Ріо-де-Жанейро | Державний візит. Була адресована Міжамериканська конференція з підтримання континентального миру та безпеки та Бразильський конгрес.                |

## Внутрішні справи

### Реконверсія та трудові чвари

#### Реконверсія
Незважаючи на те, що зовнішні справи переважали велику частину часу Трумена на посаді, перетворення на економіку в мирний час стало центром його адміністрації наприкінці 1945 р. Трумен зіткнувся з кількома основними проблемами при головуванні щодо переходу до повоєнної економіки, включаючи великий державний борг та стійку інфляцію. США вийшли з Великої депресії частково через військове виробництво, яке супроводжувало Другу світову війну, і багато американців побоювалися, що з кінцем війни нація впаде в чергову депресію. Поки країна була об'єднаною у перемозі у війні, не було досягнуто єдиної думки щодо кращих методів післявоєнного економічного перетворення після війни чи рівня участі федерального уряду в економічних справах. Трумен зіткнувся з Конгресом, де домінували консервативна коаліція, неформальний союз республіканців та консервативні південні демократи. Ця група, яка, як правило, домінувала в Конгресі з другого терміну Рузвельта, протистояла багатьом політикам Трумена і не вітала сильного президентського керівництва. Трумен попросив у Конгресу цілого ряду заходів, включаючи законопроєкт, який дозволить Комітету справедливої практики зайнятості стати постійною установою, але його зосередженість на зовнішніх справах у цей період заважала йому ефективно виступати за його програми з членами Конгресу.
Трумен особливо стурбований тим, щоб рівень безробіття був низьким, майже 2 мільйони людей втратили роботу протягом днів після здачі японців, і він побоювався, що в наступні місяці ще більше втратять роботу. Ліберальні нові дилери наполягали на чіткому федеральному зобов'язанні забезпечити "повну зайнятість", але Конгрес замість цього прийняв Закон про зайнятість 1946 року. Цей акт створив Раду економічних радників і доручив федеральному уряду "сприяти вільному конкурентоспроможному підприємству та загальному добробуту... та сприяти максимальній зайнятості, виробництву та купівельній спроможності".
США упродовж війни встановили контроль за цінами та контроль заробітної плати, щоб уникнути масштабної інфляції чи дефляції. У межах адміністрації Трумена деякі виступають за негайне скасування цього контролю, щоб дозволити приватним галузям найняти нових робітників, а інші побоювалися, що негайне скасування контролю призведе до швидкої інфляції. Трумен прагнув знайти середній курс між двома таборами; Контроль цін на багато неістотних предметів було скасовано до кінця вересня 1945 р., але інші залишилися в силі до кінця 1945 р. Все більше занепокоєний інфляцією, Трумен знову відмінив деякий контроль цін у грудні 1945 р., але непопулярність цих контролю змусила адміністрацію шукати інші способи стримування інфляції, включаючи скорочення федеральних витрат. У липні 1946 року, після того як середні ціни зросли безпрецедентною швидкістю в 5,5 відсотка, Трумен виграв ухвалення законопроєкту, який розширив його повноваження щодо встановлення контролю за цінами на деякі товари. Хоча рівень безробіття залишався низьким, трудові заворушення, інфляція та інші проблеми сильно пошкодили популярність Трумена, що, в свою чергу, сприяло поганій демонстрації демократів на середньострокових виборах у листопаді 1946 року. Після перемоги республіканців на цих виборах Трумен оголосив про припинення контролю за федеральними заробітною платою та цінами, за винятком рентного контролю.
| Рік  | Дохід | Витрати | Надлишок / дефіцит | ВВП   | Борг як% від ВВП |
| ---- | ----- | ------- | ------------------ | ----- | ---------------- |
| 1945 | 45.2  | 92.7    | -47.6              | 226.4 | 103.9            |
| 1946 | 39.3  | 55.2    | -15.9              | 228   | 106.1            |
| 1947 | 38.5  | 34.5    | 4.0                | 238.9 | 93.9             |
| 1948 | 41.6  | 29.8    | 11.8               | 262.4 | 82.4             |
| 1949 | 39.4  | 38.9    | 0.6                | 276.8 | 77.4             |
| 1950 | 39.4  | 42.6    | -3.1               | 279   | 78.5             |
| 1951 | 51.6  | 45.6    | 6.1                | 327.4 | 65.5             |
| 1952 | 66.2  | 67.7    | -1.5               | 375.5 | 60.1             |
| 1953 | 69.6  | 76.1    | -6.5               | 382.5 | 57.1             |

#### Трудові заворушення
Конфлікт між керівництвом і робочою силою представляв одну з найбільших проблем перетворення економіки на виробництво в мирний час. Організована праця взяла на себе зобов’язання утримуватися від страйку під час війни, але лідери праці охоче брали участь у вигодах після повоєнного економічного відродження. Після того, як у вересні та жовтні 1945 року спалахнуло кілька трудових суперечок, Трумен скликав у листопаді національну конференцію між керівниками бізнесу та організованої праці, на якій він виступав за колективні переговори, щоб уникнути економічних зривів, пов’язаних із роботою. Конференція не мала серйозного впливу; Безпрецедентна хвиля великих страйків торкнулася США, і до лютого 1946 року майже 2 мільйони робітників були задіяні у страйках чи інших трудових спорах. Багато страйків очолив Джон Л. Льюїс з Конгресу промислових організацій (CIO), якого зневажав Трумен.
Коли в травні 1946 р. загрожував національний страйк залізничників, Трумен захопив залізничні шляхи для продовження операцій, але все-таки вдарили два ключові залізничні профспілки. Була закрита вся національна система залізниць - 24 000 вантажних поїздів і 175 000 пасажирських поїздів на день перестали рухатися. Протягом двох днів громадський гнів, що розкрився серед широкої громадськості та самого Трумена, і президент підготував послання до Конгресу, в якому закликав ветеранів сформувати лінчу та знищити лідерів профспілки. Після того, як головний помічник Кларк Кліффорд переписав і зменшив промову, Трумен виголосив промову, в якій закликав Конгрес прийняти новий закон для підготовки всіх нападників залізниці в армію. Закінчуючи свою промову, він прочитав щойно передане йому повідомлення про те, що страйк був врегульований на президентських умовах; Проте Трумен закінчив промову, висловивши своє невдоволення страйком. Виступ Трумена поклав кінець страйкової хвилі, оскільки керівники бізнесу та праці, як правило, уникали подальших дій, які спровокували б активну реакцію адміністрації. Страйки завдали шкоди політичному становищу профспілок, а реальна зарплата робітників "синіх комірців" за рік після капітуляції Японії знизилася на понад дванадцять відсотків. У той же час зусилля CIO щодо масового розширення на Південь (кампанія, відома як "Операція Діксі") не вдалися.

### Злочин та корупція
Коли більше молодих людей повернулося на вулиці і більше грошей в обіг, рівень дрібної злочинності зростав після 1945 року. Набагато серйознішою була організована злочинність, яку здійснювали професійні злочинні банди, що стало улюбленою темою нападу республіканських політиків та ЗМІ. У 1947 р. Міністерство юстиції організувало "рекетну групу" для збору доказів для розслідувань великих присяжних у кількох великих містах, а декларації з податку на прибуток багатьох азартних підприємців та рекетщиків пройшли аудит. Однак федеральні чиновники неохоче ділилися новою інформацією з місцевими правоохоронними органами, Трумен та його генеральний прокурор Дж. Говард МакГрат сказали місцевим чиновникам, що вони повинні нести основний тягар у боротьбі з організованою злочинністю. Сенатор Естес Кефаувер, ліберальний демократ з Теннесі, розпочав велике розслідування в Сенаті в 1950 році на посаді голови Спеціального комітету з розслідування організованої злочинності в міждержавній торгівлі. Кефаувер, хоча лише першокурсник у Сенаті, отримав масштабне національне покриття і став претендентом на президентство.
Комітет Кефаувера викрив численні звинувачення у корупції серед вищих посадових осіб адміністрації, деякі з яких отримали дорогі шуби та морозильні камери в обмін на привілеї. Кефаувер також встановив, що понад 160 посадових осіб Служби внутрішніх доходів (IRS) брали хабарі, використовували свої офіси для ведення приватного бізнесу, розтрати федеральних фондів або терпіли корупційну поведінку своїх підлеглих. Різні скандали з організованою злочинністю безпосередньо не торкалися Трумена, але вони підкреслювали і загострювали його проблеми зі скандалами всередині його адміністрації, такими як обмеження впливу. У 1952 році Трумен призначив Ньюболд Морріса в якості спеціального прокурора з розслідування тверджень про корупцію на IRS. Коли адвокат МакГрат звільнив Морріса за те, що він був надто завзятим, Трумен звільнив МакГрата.

### Імміграція
У роки Великої депресії та війни імміграція була низькою. Питання не було першочерговим завданням для адміністрації Трумена, але в Конгресі та серед різних етнічних груп був великий інтерес. У 1945 році Закон про наречених війни дозволив дружинам громадян США, які народилися в іноземних державах, які проходили службу в Збройних Силах США, іммігрувати до США. Пізніше він був розширений, щоб включити наречених американських солдатів. У 1946 р. Закон Люсі-Селлера поширив право на натуралізацію громадян азійських філіппінських індіанців, встановивши квоту на імміграцію в 100 осіб на рік. У 1952 р. Закон про імміграцію МакКаррана Вальтера був ветований Труменом. Він дотримувався квотної системи Закону про імміграцію 1924 року, але додав багато нових можливостей для імміграції з Європи та інших країн. На практиці дві третини новоприбулих прийшли за межі старої системи квот. Закон про імміграцію ефективно контролювався конгресменом Френсісом Е. Волтером з Пенсільванії, демократом, який хотів мінімізувати імміграцію.

### Території та залежності
Трумен прагнув надати більші права на території та залежності США. Він безуспішно наполягав на визнанні Гаваїв та Аляски як штатів, щоб зміцнити свій статус невід'ємної частини Сполучених Штатів, але Конгрес не прийняв цієї пропозиції. Трумен досяг успіху в застосуванні органічного законодавства для Гуаму, Самоа та Цільової території Тихоокеанських островів, останній з яких був придбаний у Японії після Другої світової війни. Це законодавство, прийняте в 1950 та 1951 роках, передало території від військової до цивільної адміністрації, хоча ВМС продовжували чинити значний вплив. У 1952 році Конгрес прийняв закон, щоб визнати Пуерто-Рико.

## Вибори

### Вибори 1946 р.
На проміжних виборах 1946 року демократи Трумена зазнали втрат в обох палатах Конгресу. Республіканці, які не контролювали палату Конгресу з виборів 1932 року, взяли під контроль і палату, і сенат. Партія Трумена постраждала від невтішної післявоєнної економіки, а вибори стали серйозним ударом по сподіваннях Трумена провести внутрішню політику. Однак Даллек вказує на вибори 1946 року як на той момент, коли Трумен став більш впевненим у собі як президент, і перестав намагатися заспокоїти всі фракції громадськості.

### Вибори 1948 р.

Карта результатів президентських виборів 1948 року.

Навесні 1948 р. рівень громадського схвалення Трумена становив 36%, а президент майже не вважався нездатним перемогти на повторному виборі на президентських виборах 1948 року. Лоялісти «Нової угоди» в партії, включаючи сина ФДР Джеймса, намагалися змінити демократичну кандидатуру на посаду генерала Дуайта Д. Ейзенхауера, високопопулярного діяча, політичні погляди та приналежність якого до партії були абсолютно невідомі. Інші ліберали виступали за суддю Верховного суду США Вільяма О. Дуґласа, але і Ейзенхауер, і Дуґлас відмовилися вступати у перегони, і рух "Стоп Трумен" не зміг об'єднатися навколо жодного іншого кандидата.
На Демократичній національній конвенції 1948 р. Трумен намагався об'єднати північні делегації з невиразним плануванням громадянських прав на платформі партії. Він був порушений лібералами, такими як мер Міннеаполісу Г'юберт Гамфрі, який переконав Трумена та конвенцію прийняти більш сильний план щодо громадянських прав. У відповідь багато делегатів з Алабами та Міссісіпі вийшли з конвенції. Трумен виступив із агресивною промовою прийняття нападу на 80-й Конгрес, позначивши це "Конгресом, який нічого не робить". Труман прийняв сенатора Кентуккі Олбена У. Барклі після того, як його обраний кандидат, суддя Вільям О. Дуґлас, відмовився від кандидатури.
Губернатор Південної Кароліни Стром Турмонд, сегрегаціоніст, заявив про свою кандидатуру в президенти за кандидатурою Діксікрата і керував повномасштабним заколотом прихильників південних "державних прав". Цей бунт праворуч узгоджувався лівим, на чолі з Воллесом за кандидатурою Прогресивної партії. Уоллес рішуче критикував підхід Трумена до Радянського Союзу, а платформа Прогресивної партії вирішила широкий спектр питань, включаючи підтримку десегрегації державних шкіл, гендерну рівність, національну програму медичного страхування, вільну торгівлю та іншу державну власність на великі банки, залізниці та енергоносії. Уоллес здобув підтримку багатьох лібералів, інтелектуалів, членів профспілки та військових ветеранів. Республіканці тим часом висували губернатора Нью-Йорка Томаса Е. Дьюї, який був кандидатом у президенти в 1944 року. 
Дьюї проводив кампанію з низьким рівнем ризику і розкривав розпливчасті загальні плани щодо своїх планів одного разу на посаді, тоді як Турмонд знайшов меншу підтримку на Півдні, ніж багато хто очікував, оскільки більшість білих південників вважали його занадто екстремальним. Воллес не зміг заручитися підтримкою своєї внутрішньої політики, і його примирливе ставлення до Радянського Союзу відчужило багатьох потенційних прихильників. Трумен тим часом перекреслив, виступами з задньої платформи вагона спостереження. Його бойові виступи, наприклад, на міській площі Гаррісбурга, штат Іллінойс, захопили народну фантазію та створили величезний натовп. Великі, в основному стихійні зібрання на заходах зі свистка Трумена були важливою ознакою зміни імпульсу в кампанії, але цей зсув практично непомітний для національного корпусу преси. Три основні виборчі організації припинили голосування перед датою виборів 2 листопада - Ропер у вересні, Крослі та Геллап у жовтні - таким чином, не вдалося виміряти період, коли Трумен, можливо, перевершив Дьюї в публічній підтримці.
Зрештою, Трумен провів свою прогресивну базу на Середньому Заході, виграв більшість південних штатів, незважаючи на домовленості щодо громадянських прав, і вузькими перемогами в декількох критичних штатах, зокрема Огайо, Каліфорнії та Іллінойс. Він набрав понад 50 відсотків голосів населення та забезпечив 303 голоси виборців. Дьюї отримав лише 189 виборчих голосів, Турмонд набрав 39, а Генрі Уоллес - жодного. Дьюї переніс кілька північно-східних штатів, які загалом голосували за Рузвельта, а вибори 1948 року були найвужчими президентськими виборами після виборів 1916 року. Під час паралельних виборів до конгресу демократи знову взяли під контроль Палату та Сенат. Визначальним зображенням кампанії була фотографія, зроблена в ранкові години дня після виборів, коли екстатичний Трумен затримав помилкову головну сторінку Чиказького триб'юну з величезним заголовком, що проголосив "Дьюї перемагає Трумена".

### Вибори 1950 року
На других проміжних виборах Трумена республіканці виступили проти запропонованої внутрішньою політикою Трумена та його корейської війни. Вони зібрали місця і в палаті, і в сенаті, але не змогли отримати контроль над жодною палатою Конгресу. Трумен особливо засмутився очевидним успіхом тих, хто проводив агітацію на Маккартизм.

### Вибори 1952 р.

Результати виборів 1952 року.

До моменту першочергового конкурсу в Нью-Гемпширі 1952 року, одного з перших великих конкурсів, проведених в президентських праймеріз Демократичної партії 1952 р., Трумен не заявляв, чи буде він домагатися переобрання, і жоден інший кандидат не здобув підтримку Трумена. Незважаючи на те, що двадцять друга поправка була ратифікована, Трумен міг би балотуватися на інший термін. Перший вибір Трумена на його посаду, головний суддя Вінсон, відмовився балотуватися, губернатор штату Іллінойс Едлай Стівенсон також відмовив Трумену, віце-президент Барклі вважався занадто старшим а Трумена не любив сенатор Кефаувер. Відповідно, Трумен нехай його ім'я вписали в первинний штат Нью-Гемпшир прихильники. Вкрай непопулярний Трумен був зручно переможений Кефаувером, Через 18 днів президент заявив, що не буде домагатися другого повного терміну. Зрештою, Трумен зміг переконати Стівенсона балотуватися, а губернатор в кінцевому підсумку отримав кандидатуру на Демократичній національній конвенції 1952 року.
Публічний статус генерала Дуайта Д. Ейзенхауера, поряд з невідомими поглядами на внутрішні питання, зробив його апеляцією як потенційного кандидата для обох партій на виборах 1948 року. Хоча він загалом підтримував зовнішню політику Трумена, Ейзенхауер приватно дотримувався консервативних поглядів на більшість внутрішніх питань і ніколи не серйозно розглядав кандидатуру на посаду демократа. Починаючи з 1951 року, східні, інтернаціоналістичні республіканці на чолі з Томасом Дьюї та Генрі Каботом Лоджом координували проєкт руху, призначений для висування Ейзенхауера кандидатом від республіканців. Ейзенхауер спочатку чинив опір цим зусиллям, але в березні 1952 р. Він погодився дозволити ввести його ім'я в первинний штат Нью-Гемпшир. Частково його мотивувало бажання перемогти Роберта А. Тафта, іншого головного претендента на республіканську номінацію. Республіканських праймеріз 1952 стали боєм між інтернаціональним крилом Дьюї і консервативним, ізоляціонізмом крилом Тафта. Ейзенхауер вузько переважав над Тафтом на Республіканській національній конвенції 1952 року, з схвалення Ейзенхауера конвенція призначила Річарда Ніксона віце-президентом.
Колись добрі стосунки Трумена-Ейзенхауера зірвалися під час кампанії. Трумен був ошелешений, коли Ейзенхауер з'явився на одній платформі з Джозефом Маккарті у Вісконсині, і не зміг захистити генерала Джорджа Маршалла, якого Маккарті нещодавно звинуватив як частину комуністичної змови. Аналогічно, Ейзенхауер був обурений, коли Трумен, який здійснив турнір зі свистком на підтримку Стівенсона, звинуватив колишнього генерала в ігноруванні «зловісних сил… антисемітизм, антикатолицизм та антиінтерналізм».
Незважаючи на те, що громадська служба і орієнтована на питання кампанія Стівенсона сподобалась багатьом лібералам, він не зміг забезпечити підтримку серед темношкірих, етнічних білих та робітничого класу. Ейзенхауер проводив кампанію проти того, що він звинувачував як невдачі Трумена: «Корея, комунізм і корупція». Опитування послідовно вказували на те, що Ейзенхауер виграє гонку, і Ніксон спритно розібрався з потенційно небезпечною суперечкою щодо його фінансів своєю промовою «Шашки», що виступила в прямому ефірі на національному телебаченні. Частково завдяки промові про Шашок телебачення стало важливим засобом перегонів; кількість домогосподарств з телевізорами зросла з менш ніж 200 000 у 1948 році до понад 15 мільйонів у 1952 році. У день виборів, як очікувалося, Ейзенхауер переміг Стівенсона з великим відривом. Ейзенхауер взяв 55,4 відсотка голосів населення і набрав 442 голоси виборців, взявши майже кожен штат за межами Півдня. Хоча Ейзенхауер випереджав більшість республіканців конгресу, його партія, тим не менш, взяла під контроль і Палату, і Сенат, надавши Республіканській партії єдиний контроль над Конгресом і президентством вперше після виборів 1930 року.

## Історична репутація

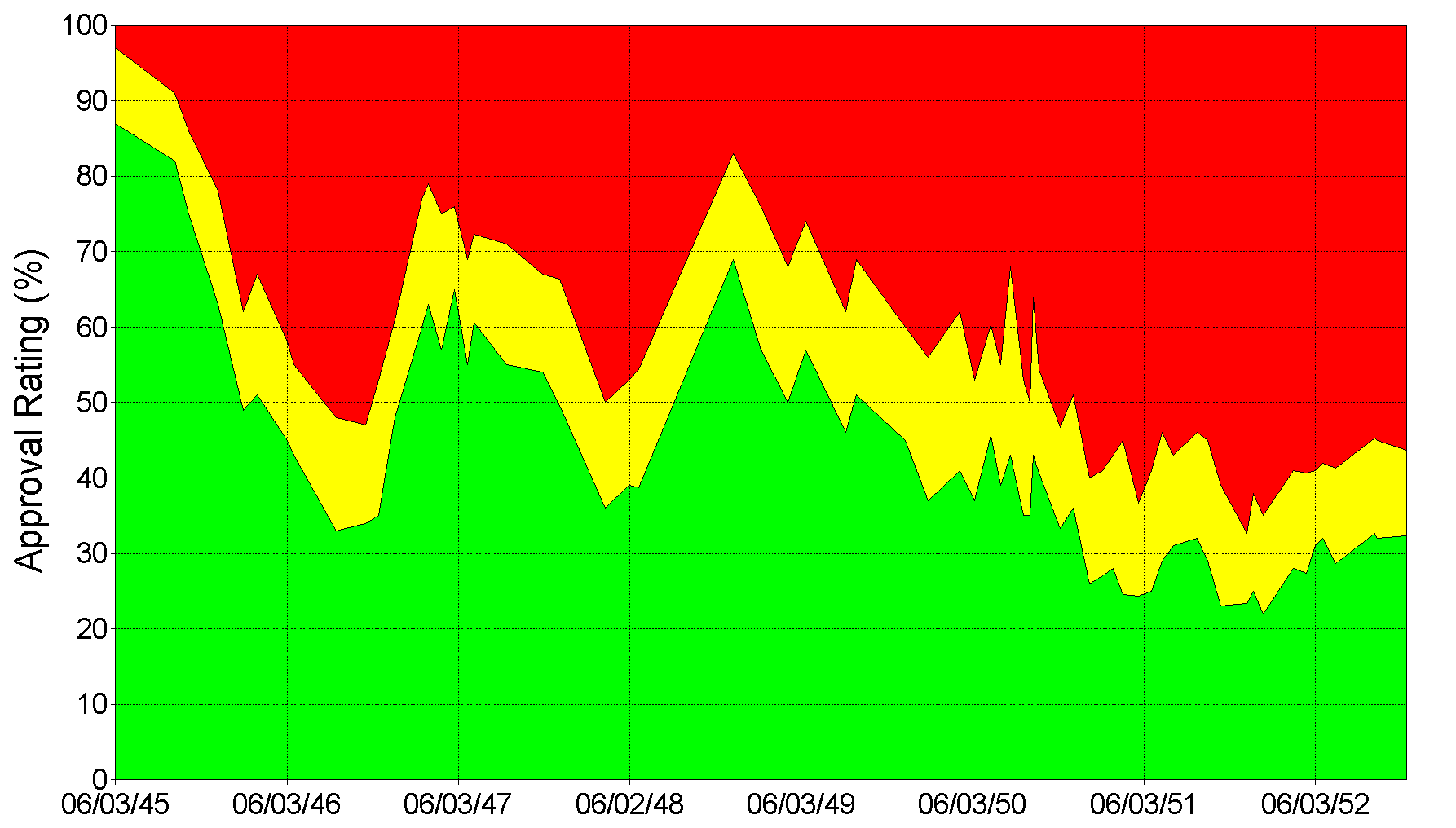
Графік рейтингу схвалення Трумена на опитуваннях Gallup

Рейтинг Трумена в опитуваннях істориків і політологів ніколи не опускався нижче дев'ятого, і він займав і п'яте місце в C-SPAN опитування в 2009 році. 2018 Опитування Американської асоціації політичних наук президентів і виконавчої влади «Сектор Політика» вважав Трумена сьомим найкращим президентом, а опитування істориків C-Span 2017 року істориків визнало Трумена шостим найкращим президентом.
Коли він пішов з посади в 1953 році, американська громадськість розглядала Трумена як одного з найпопулярніших керівників в історії. Його рейтинг затвердження роботи — 22 % в опитуванні «Геллапа» у лютому 1952 р. Був нижчим за 24 % Річарда Ніксона в серпні 1974 року, місяця, коли Ніксон подав у відставку після скандалу з Вотергейтом. У 1952 році журналіст Семюель Любел заявив, що «після семи років бурхливої, навіть лютої діяльності Трумена, нація, здавалося, опинилася на тому самому загальному місці, що і коли він вперше прийшов на посаду… Ніде в цілому запис може вказувати на єдиний, рішучий прорив… Усі його вміння та енергія — і він був одним із наших найпрацьовитіших президентів — були спрямовані стояти на місці». У роки міських заворушень у 1960–70-х роках історики-ревізіоністи зліва атакували його зовнішню політику як занадто ворожу комунізму, а внутрішню політику як занадто сприятливу для бізнесу. Однак образ Трумена в університетських підручниках був досить сприятливим у 50-х роках, а більш усталені вчені ніколи не приймали критики істориків-ревізіоністів.
Почуття американської громадськості до Трумена зростало з часом. Трумен помер у 1972 р., коли націю споживали кризи у В'єтнамі та Вотергейті, а його смерть викликала нову хвилю уваги до його політичної кар'єри. У цей період Труман захопив народну уяву, поставши як свого роду політичний народний герой, президент, який вважався прикладом доброчесності та підзвітності, що багато спостерігачів відчували, що не вистачає в Білому домі Ніксона. Це публічне переосмислення Трумена сприяло популярності книги ремінісценцій, яку Трумен розповів журналістці Мерл Міллер починаючи з 1961 року, домовляючись, що вони не будуть опубліковані до смерті Трумена. Науковці, які порівнювали аудіокасети з опублікованими стенограмами, зробили висновок, що Міллер часто спотворював те, що сказав Трумен або сфабриковував заяви, які Трумен ніколи не говорив.
Падіння Радянського Союзу в 1991 році змусило адвокатів Трумена вимагати помсти за рішення Трумена в післявоєнний період. За словами біографа Трумена Роберта Даллека, «його внесок у перемогу у холодній війні без руйнівного ядерного конфлікту підняв його до статусу великого чи майже великого президента». Публікація 1992 року сприятливої біографії Девіда Маккаллоу про Трумена додатково закріпила думку Трумена як високо цінуваного керівника. Проте Труман продовжував отримувати критику. Після огляду інформації, доступної Трумену про наявність шпигунської діяльності в уряді США, сенатор-демократ Даніель Патрік Моніхан зробив висновок, що Трумн був «майже навмисно тупий» щодо небезпеки американського комунізму. У 2002 році історик Алонцо Хамбі дійшов висновку, що «Гаррі Трумен залишається протирічним президентом».

Як стверджує історик Даніель Р. Маккой у своїй книзі про президентство Трумена,
Сам Гаррі Трумен створив сильне і далеко невірне враження, що він є жорстким, заклопотаним та прямим лідером. Іноді він був вульгарним, часто партизанським і, як правило, націоналістичним… За власними словами, Трумена можна вважати таким, що перешкоджав третій світовій війні і зберіг від комуністичного гніту багато того, що він називав вільним світом. Але очевидно, що він значною мірою не зміг досягти своєї Вільсонової мети — забезпечити вічний мир, зробити світ безпечним для демократії та розширити можливості для індивідуального розвитку на міжнародному рівні.